# 吹彈！豐盈！波濤洶湧！異世界魔法學園！
《吹彈！豐盈！波濤洶湧！異世界魔法學園！》是由Milk Factory製作並於2018年4月27日發售的日本成人遊戲，為《炎孕系列》第11部作品。2021年5月13日在Steam發售英文和簡體中文版本。

## 劇情
匠炎廚矢是在成人小說投稿網站《成為成人小說家吧！》投稿成人小說的學生。在作品獲得了百萬多點擊率後，一家輕小說出版商主動與炎廚矢聯繫。炎廚矢坐在浴缸想著自己的成名之路，卻因為在浴室泡澡時間過長惹怒了妹妹，加熱器被妹妹調高溫度後爆炸，他意外穿越了到異世界的澡堂裡。

## 角色
匠炎廚矢（Takumi Kazuya）
本作男主角，威世海學園2年級生，在一次浴室加熱器爆炸時穿越到異世界之中。
天使英玲奈（Amatsuka Erena，聲：唯香）
身高：162cm，三圍：B119（O）/ W56 / H88
麗多拉希爾魔法女學園2年級生，炎廚矢的青梅竹馬。性格傲嬌兼毒舌。曾經和炎廚矢生活在同一個世界，但由於母親是魔女而搬到異世界生活。才色兼備，雖然是個魔女，卻不會騎掃帚，專長是暗系魔法。
奧爾佳（Olga，聲：風花ましろ）
身高：160cm，三圍：B116（P）/ W55 / H85
麗多拉希爾魔法女學園2年級生。性格倔強不服輸。雖然外表是個優雅端莊的女聖騎士，但其實是個受虐癖，對炎廚矢經常說的黃色笑話異常地感興趣。
菲·基瑟米特（Phee Kissthermite，聲：八ッ橋きなこ）
身高：160cm，三圍：B127（U）/ W55 / H84
麗多拉希爾魔法女學園1年級生，為了提高她的魔法戰鬥技能而進入學園。對魔導戰鬥用何蒙庫魯茲，魔力和體力由鑲嵌在體內的「賢者模式之石」驅動。當消耗大量的魔力時，會具有發情的副作用。
莉蒂婭·路易加特（Lydia Luitgard，聲：なつめ美南海）
身高：165cm，三圍：B117（S）/ W57 / H91
麗多拉希爾魔法女學園1年級生，性格溫和軟弱，不善於人際關係的魅魔。受虐癖體質，容易害羞。為了變成更性感的魅魔，她拜託剛剛入學而且是學園裡唯一男生的炎廚矢進行“訓練”。
卡什妮雅·布拉德·克勞塞爾（Kashnia Blood Claussell，聲：綾音まこ）
身高：157cm，三圍：B100（J）/ W55 / H85
麗多拉希爾魔法女學園2年級生，性格開朗高傲的中二病吸血鬼。討厭會讓她發情的十字架、大蒜和聖水。擅自將炎廚矢視為勁敵，不太適應被他人稱叫“卡什炭”。
娜歐蜜·伊娃·露西爾（Naomin Ibah Lucile，聲：綾野莉音）
身高：167cm，三圍：B99（L）/ W56 / H94
麗多拉希爾魔法女學園2年級生，炎廚矢的同班級的班長。與典型的黑暗精靈不同，娜歐蜜性格純真幼稚。在排卵日會變得非常淫亂，通常在那幾天都不會上課。
卡特列奴·E·羅曼西亞（Catherine E. Romancia）
身高：165cm，三圍：B123（T）/ W56 / H85
麗多拉希爾魔法女學園3年級生，保健委員會成員兼大祭司。
她的家人經營著一所小學和一所教堂，因此她擁有強烈的同情心和信仰，並且擅長治愈魔法。性格溫柔、有愛心，喜歡把炎廚矢當作弟弟一樣寵愛。當她的母性本能被激發、以及在生理期和排卵期時會排出大量母乳。
喵烏·奧爾費爾（Myau Orphel，聲：結城ほのか）
身高：155cm，三圍：B103（M）/ W54 / H83
麗多拉希爾魔法女學園2年級生，魔龍部落的成員。熱愛甜食，目前在女僕咖啡廳兼職。非常仰慕炎廚矢，因為他在遙遠的過去曾拯救意外進入他的世界並受傷的自己。從那天起，她一直無法忘記炎廚矢，並覺得他出現在魔法學園是命中註定的事。名字「喵烏」是炎廚矢給她起的名字，因為當他找到受傷的她時，她的哭聲就像「喵烏、喵烏」一樣。
兔月姫輝夜（Uzuki Kaguya，聲：君島りさ）
身高：166cm，三圍：B114（Q）/ W55 / H84
麗多拉希爾魔法女學園3年級生，月之國的公主。由於在轉校到麗多拉希爾女子魔法學園前一直過著隱居的生活，她對世間的事物都充滿了好奇。熱衷於研究魔術藥，目標是在學園獲得正式資格。專長研究媚藥，有時還會用自己的身體進行實驗，也許正因為如此，她成為了嚴重的自慰成癮者。
雪乃小路霙（Yukinokouji Mizore，聲：八尋まみ）
【通常形態】身高：148cm，三圍：B99（I）/ W53 / H80→【成人形態】身高：160cm，三圍：B114（R）/ W56 / H88
麗多拉希爾魔法女學園1年級生，來自雪之國的小女孩。媽媽深雪是位著名的花樣滑冰運動員，而霙也有相當熟練的滑冰技巧。另外，有著把外表從小孩變為成人一樣的能力。通常拖著一個雪人形狀的行李箱，會在戰鬥時當武器使用。

## 評價
《吹彈！豐盈！波濤洶湧！異世界魔法學園！》在Getchu.com舉辦的「美少女遊戲大賞2018」中獲得綜合部門第9名、系統部門第5名、圖像部門第6名以及色情部門第2名。

## 外部連結
- 官方網站（日語）